# The Wargamer (weblap)
A The Wargamer (Wargamer.com) egy háborús és stratégiai játékokra specializálódott weblap. 1995 szeptemberében alapították, de csak 2002 körül sikerült nagyobb elismerést elérnie, amikor a PC Magazine újságban és a The Rough Guide to Videogaming könyvben ajánlották. Az oldal fontosságát a wargaming műfaj számára az akkoriban  általában teszteket nélkülöző hagyományos wargaming publikációk miatt ugyanebben az évben ismerték el akadémikusan is. 2003 márciusában a weblap egyesült a MilitaryGamer-rel, ezzel létrehozva a legnagyobb wargaming közösséget.
2001 nyarán a Hot100.com a The Wargamer-t a hatvanhatodik legnépszerűbb internetes játékokkal foglalkozó weboldalának minősítette, míg 2002 februárjában a PC Magazine 100 legnépszerűbb weblap listájára is felkerült.
Az oldalon közzétett teszteket nem csak az olvashatóság miatt vizsgálja át az oldal szerkesztősége, de át is nézik azok tartalmát.
Napjainkban a The Wargamer a Strategy Allies Network része az Armchair Generallal és a HistoryNettel együtt.